# René Dupriez
René Dupriez (Charleroi, 20 september 1895 - Mont-sur-Marchienne, 15 december 1950) was een Belgisch politicus.

## Levensloop
Hij werd beroepshalve journalist en was na de Tweede Wereldoorlog de oprichter van de krant La Nouvelle Gazette, waarvan hij de directeur en de hoofdredacteur was.
Hij werd politiek actief voor de Liberale Partij en zetelde voor deze partij van 1949 tot enkele maanden voor zijn dood in 1950 voor het arrondissement Charleroi in de Kamer van volksvertegenwoordigers. In 1950 legde hij in de Kamer samen met Maurice Destenay, René Lefebvre, René Drèze en Raymond Becquevort een wetsvoorstel neer tot instelling van een volksraadpleging waarvan de vraag zou zijn Bent U van oordeel dat best autonomie wordt gegeven aan Vlaanderen en Wallonië in het kader van een federale staat?

## Bron
- Encyclopédie du Mouvement Wallon